# Друга влада Драгише Цветковића
Друга влада Драгише Цветковића је била влада Краљевине Југославије од 26. августа 1939. до 27. марта 1941. године.
Позната је и по именима влада Цветковић-Мачек, и влада народног споразума.

## Историја
Влада је настала Споразумом Цветковић-Мачек 26. августа 1939. године.
Уредбом, 26. августа створена је Бановина Хрватска, а Указима су распуштени Народна скупштина и Сенат.
Када је избио Други светски рат 1. септембара 1939. немачким нападом на Пољску, Југославија је прогласила своју неутралност.
Године 1940. Драгиша Цветковић је потписао и две антисемитске уредбе. Наиме, за време владе Цветковић-Мачек, 1940. године, донети су Корошчеви закони, названи по тадашњем министру просвете и прваку Словеначке народне странке. Тим је законом уведен „нумерус клаусус” од 0,51% (108 лица) Јевреја који се могу уписати у све средње школе краљевине (изузев бановине Хрватске), уместо раније уписаних 7000. Иста одредба важила је и за све универзитете и више школе. Након те „Уредбе о упису лица јеврејског порекла” донети су и прописи о забрани Јеврејима трговине животним намирницама, а уведена су и разна ограничења у војсци — већином путем поверљивих наређења — која су искључила Јевреје из неких родова војске, отежавале им полагање официрског испита и слично.
Уочи грчко-италијанског рата италијански авиони су бомбардовали Битољ 5. новембра 1940, иако Југославија и Италија нису биле у рату и имале закључен споразум о ненападању.
Краљевина Југославија и Краљевина Мађарска стварају уговор о пријатељству, који на југословенски предлог добија назив „Уговор о вечном пријатељству“. Уговор потписују Александар Цинцар-Марковић и мађарски министар иностраних послова гроф Иштван Чаки 12. децембра 1940. године.
Дана 19. јануара 1941. образовано је ново Министарство снабдевања и исхране.
Драгиша је са министром спољних послова Цинцар-Марковићем путовао у Немачку 13. фебруара 1941. године, где је преговарао са министром спољних послова Немачке фон Рибентропом и самим Хитлером, али није прихватио захтев да Југославија приступи Тројном пакту, објашњавајући да за то није овлашћен.
Неколико недеља касније 25. марта 1941. године по одлуци Крунског савета, Драгиша Цветковић, Министар иностраних послова Александар Цинцар-Марковић и немачки Министар иностраних послова фон Рибентроп у дворцу Белведере у Бечу потписали су протокол о приступању Југославије Тројном пакту сила осовина.
Цветковић и министри су се вратили 26. марта са завршног пута у Немачкој и издали званично саопштење:…да је Тројни пакт потписан у Бечу и да је Југославија званично приступили силама Осовине. У изјави је, такође, речено да пакт садржи тајне клаузуле које за нас представљају велику предност јер гарантују Југославији потпуну неутралност.
Влада је збачена Војним пучом од 27. марта 1941.

## Чланови владе
| Функција                                       | Слика                  | Име и презиме              | Детаљи                                   | Странка                                |
| ---------------------------------------------- | ---------------------- | -------------------------- | ---------------------------------------- | -------------------------------------- |
| Председник Министарског савета                 |                        | Драгиша Ј. Цветковић       |                                          |                                        |
| Потпредседник Министарског савета              |                        | Влатко Мачек               |                                          | Хрватска сељачка странка               |
| Министар иностраних послова                    |                        | Александар Цинцар-Марковић |                                          |                                        |
| Министар војске и морнарице                    |                        | Милан Ђ. Недић             | до 6. 11. 1940.                          | Војно лице (Нестраначки политичар)     |
| Министар војске и морнарице                    |                        | Петар Пешић                |                                          | Војно лице (Нестраначки политичар)     |
| Министар унутрашњих послова                    |                        | Станоје Михалџић           | до 8. 7. 1940.                           |                                        |
| Министар унутрашњих послова                    |                        | Драгиша Цветковић          | заступник                                |                                        |
| Министар правде                                |                        | Лазар Марковић             | до 4. 2. 1941.                           |                                        |
| Министар правде                                | Михаило Константиновић |                            |                                          |                                        |
| Министар просвете                              |                        | Божидар Максимовић         | до 29. 6. 1940.                          |                                        |
| Министар просвете                              |                        | Антон Корошец              | до 14. 12. 1940. †                       | Словенска људска странка               |
| Министар просвете                              |                        | Миха Крек                  | заступник до 25.1.1941, од тада министар | Словенска људска странка               |
| Министар финансија                             |                        | Јурај Шутеј                |                                          | Хрватска сељачка странка               |
| Министар грађевина                             |                        | Миха Крек                  | до 23. 8. 1940.                          | Словенска људска странка               |
| Министар грађевина                             | Данило Вуловић         |                            |                                          |                                        |
| Министар трговине и индустрије                 |                        | Иван Андрес                |                                          | Хрватска сељачка странка               |
| Министар пољопривреде                          |                        | Бранко Чубриловић          | до 24. 3. 1941.                          | Земљорадничка странка                  |
| Министар пољопривреде                          | Часлав Никитовић       |                            |                                          |                                        |
| Министар пошта, телеграфа и телефона           |                        | Јосип Торбар               |                                          | Хрватска сељачка странка               |
| Министар шума и рудника                        |                        | Џафер Куленовић            |                                          | Југословенска муслиманска организација |
| Министар саобраћаја                            |                        | Никола Бешлић              |                                          |                                        |
| Министар социјалне политике и народног здравља |                        | Срђан Будисављевић         | до 24. 3. 1941.                          | Самостална демократска странка         |
| Министар социјалне политике и народног здравља | Драгомир Иконић        |                            |                                          |                                        |
| Министар физичког васпитања народа             |                        | Јеврем Томић               | до 20. 6. 1940.                          |                                        |
| Министар физичког васпитања народа             | Душан Пантић           |                            |                                          |                                        |
| Министар снабдевања и исхране                  |                        | Милан Ст. Протић           | од 19. 1. 1941.                          |                                        |
| Министар без портфеља                          |                        | Бариша Смољан              |                                          | Хрватска сељачка странка               |
| Министар без портфеља                          |                        | Михаило Константиновић     | од 4. 2. 1941.                           |                                        |
| Министар без портфеља                          |                        | Миха Крек                  | од 23. 8. 1940. до 25. 1. 1941.          | Словенска људска странка               |
| Министар без портфеља                          |                        | Фран Куловец               | од 25. 1. 1941.                          | Словенска људска странка               |